# CM-2200
La CM-2200 es una carretera autonómica de tercer orden de la Red de Carreteras de la Junta de Comunidades de Castilla-La Mancha (España) que transcurre entre Mira y Landete.
Es una carretera convencional de una sola calzada con un carril por sentido. Pasa junto a los municipios de Mira, Garaballa y Landete en la provincia de Cuenca.